# أنطونيو أندريو
أنطونيو أندريو (بالإسبانية: Antonio Andreu)‏ (1947 - ) هو لاعب كرة يد إسباني. شارك في الألعاب الأولمبية الصيفية 1972.

## وصلات خارجية
- أنطونيو أندريو على موقع أوليمبيديا (الإنجليزية)